# Eucephalus
Eucephalus là một chi thực vật có hoa trong họ Cúc (Asteraceae).

## Loài
Chi Eucephalus gồm các loài: